# Podalonia atrocyanea
Podalonia atrocyanea là một loài côn trùng cánh màng trong họ Sphecidae, thuộc chi Podalonia. Loài này được Eversmann miêu tả khoa học đầu tiên năm 1849.